# جون فينلي كرو
جون فينلي كرو (بالإنجليزية: John Finley Crowe)‏ هو مدرس وكاهن أمريكي، ولد في 16 يونيو 1787 في مقاطعة غرين في الولايات المتحدة، وتوفي في 17 يناير 1860 في هانوفر في الولايات المتحدة.